# 彩星玩具
彩星玩具有限公司 (港交所：0869)是一家在香港交易所上市的玩具工業公司，也是在2008年透過彩星集團分拆上市的。主要業務是設計、發展及市場推廣玩具及家庭娛樂產品。於1966年創立。
公司於百慕達註冊，創辦人、主席兼行政總裁為陳俊豪於二零一七年榮休，現主席兼行政總裁為陳光輝。
其公司旗下美國彩星玩具主要生產比較為人熟悉的忍者龜（中國大陸又譯忍者神龜）、金剛等品牌玩具產品，其中忍者龜更是于八十年代早期在香港和美國大賣。

## 生產玩具品牌
- Amazing Allysen（艾莉珊精彩）
- Amazing Amanda（阿曼達精彩）
- Amazing Pet（寵物精彩）
- Battle Dice（蜘蛛俠）
- Disney Princess（廸士尼公主）
- Disney Fairies （廸士尼仙子）
- Kinder Garden Babies （健達苑寶貝產品）
- Land Before Time
- Little Princess（小公主）
- My Baby Princess（寶貝公主）
- Popples
- Princesses（公主王）
- R.E.V.s（工業戰士）
- Strawberry Shortcake（草莓蛋糕）
- Teenage Mutant Ninja Turtles(T.M.N.T.)（忍者龜）
- The World of Little Princess（世界小公主）
- WaterBabies（水娃娃）
- Yo Stick（搖搖蠅）

## 已結束生產玩具品牌
- King Kong（金剛）
- Speedeez

## 外部連結
- irasia.com/listco/hk/playmatestoys （页面存档备份，存于）
- 美國彩星玩具實業股份有限公司官方網址（英文版） playmatestoys.com （页面存档备份，存于）